# Luise von Schierstedt

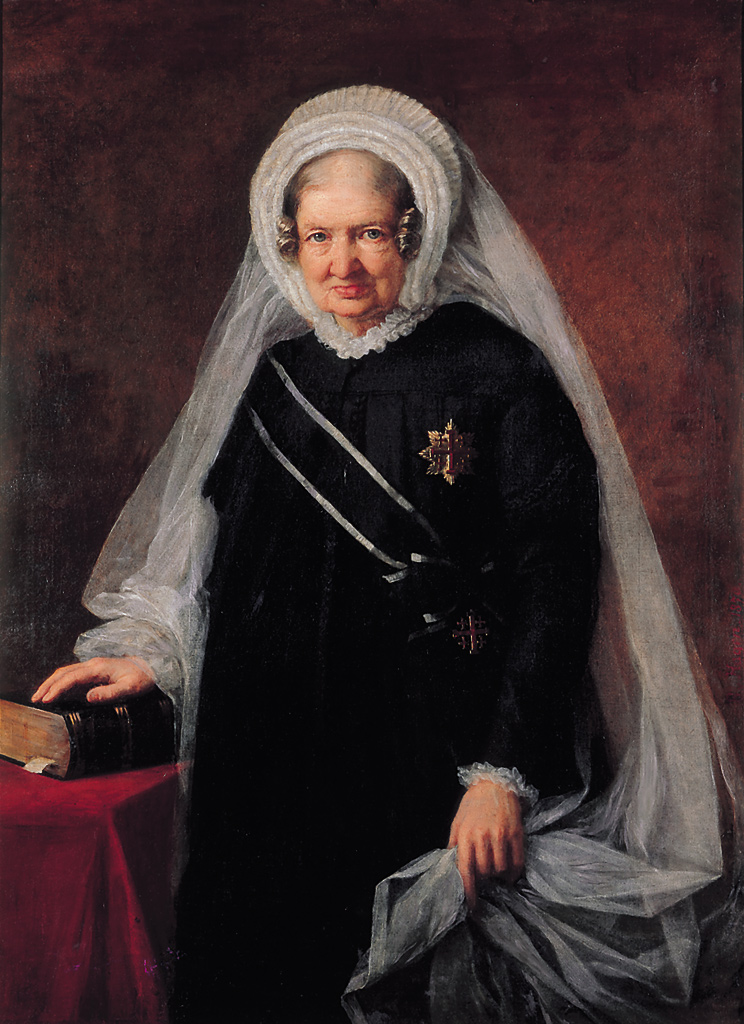
Luise von Schierstedt im großen Ornat mit Jerusalemkreuz. Ölgemälde von Blanca von Hagen 1870

Luise von Schierstedt (* 26. Dezember 1794; † 23. August 1876 in Heiligengrabe) war von 1843 bis 1876 Äbtissin des evangelischen Damenstifts Kloster Stift zum Heiligengrabe, Brandenburg.

## Leben
Luise von Schierstedt war die Tochter des Regierungspräsidenten Franz Friedrich von Schierstedt, vormals Landrat des Zaucheschen Kreises und des Luckenwaldeschen Kreises, und der Helene von Haacke. der Neumark. Sie hatte acht Geschwister. Ihr Vater starb 1811. Im Jahr 1819 wurde sie in das Damenstift in Heiligengrabe aufgenommen, nachdem eine ihrer drei Schwestern, die dem Stift angehört hatte, gestorben war. 1822 erhielt sie eine volle Stiftsstelle, lebte aber zunächst nicht ständig in Heiligengrabe. Ihre Mutter starb 1828; zwei Jahre später zog Luise endgültig in das Damenstift.
1843 starb die Äbtissin Henriette Wilhelmine Elisabeth von Steinwehr (* 1768). Luise von Schierstedt wurde trotz des Widerstands des Konvents zu ihrer Nachfolgerin gewählt. Sie setzte sich die vom preußischen König Friedrich Wilhelm IV. betriebene Neuordnung des Stifts zum Ziel. Er lehnte die aufklärerischen Bestrebungen Henriette von Steinwehrs und des Konvents ab. Er wollte zwar die Ausbildung und Berufstätigkeit von Frauen fördern, setzte dabei jedoch auf schickliche Tätigkeiten wie die der Diakonissen. Er sah die adeligen Damenstifte als geeignet an, die Wünsche der Obrigkeit zu unterstützen. Luise von Schierstedt teilte seine Auffassung und wollte in seinem Sinn eine Stiftsschule, ein Krankenhaus und andere wohltätige Einrichtungen gründen.
Luise von Schierstedt verausgabte sich im Widerstand gegen den Konvent, der sich vom Staat nicht vereinnahmen lassen wollte, so sehr, dass ihre Gesundheit litt und sie im August 1846 einen Erholungsaufenthalt in Baden-Baden antrat. Nach ihrer Rückkehr wurde 1847 die Erziehungsanstalt gegründet, die Töchtern aus verarmten Adelsfamilien eine angemessene Bildung ermöglichen sollte. Sie sollten einfach, aber ihrem Stande gemäß erzogen werden und nach acht Jahren Schulzeit nach der Konfirmation in der Lage sein, eine Stellung einzunehmen (...), welche ihre Existenz sichert.
Die Konflikte zwischen der Äbtissin und dem Konvent dauerten an, so dass Luise von Schierstedt 1849 auf das Amt der Äbtissin verzichten wollte. Dazu kam es nicht; die Stiftsstatuten wurden überarbeitet und unterschieden ab 1853 bei den Stiftsangehörigen zwischen Versorgungsstellen weiblicher Adeliger und Stellen für arbeitende Damen. 1863 legte sie Friedrich Wilhelm IV. ihren Bericht über die Reorganisation des Stifts vor.
Ihre Lieblingsschülerin war Paula von Wedell. Sie erhielt 1876 von Elise Averdieck, Gründerin des Rothenburger und Hamburger Diakonissenhauses Bethesda, ein Zeugnis, in dem es hieß: Fräulein Paula von Wedell ist seit 2 Jahren Mitglied der Schwesternschaft der Diaconissen und Heilanstalt Bethesda. Durch treues, gehorsames Wirken und Arbeiten in der Pflege der Kranken, Armen, Kinder und Alten bereitet sie sich vor, dem Herrn in unserem Bethesda an Seinen Elenden und Schwachen zu dienen als eingesegnete Diaconisse.
Luise von Schierstedt starb 1876. Sie wurde auf dem Stiftsfriedhof beigesetzt.

## Weblink
- Porträt der Äbtissin Luise von Schierstedt (1794-1876). In: museum-digital.de. 26. November 2021, abgerufen am 11. April 2022.